# Zénaïde Laetitia Julie Bonaparte
Zénaïde Laetitia Julie Bonaparte, Prințesă de Canino și Musignano (8 iulie 1801 – 1854) a fost fiica cea mare a lui Joseph Bonaparte, fratele mai mare a împăratului Napoleon I, și a lui Julie Clary.  Mama ei a fost sora lui Désirée Clary, iubita lui Napoleon. 

## Biografie
La 29 iunie 1822, la Bruxelles, Zénaïde s-a căsătorit cu verișorul ei primar, Charles Lucien Bonaparte, fiul unchiului ei Lucien Bonaparte. Tatăl ei Joseph a sugerat planul de căsătorie soțiie sale când Zénaïde avea doar cinci ani. 
Charles și Zénaïde au avut 12 copii:
- Joseph Lucien Charles Napoleon Bonaparte (13 februarie 1824 - 2 septembrie 1865), al 3-lea Prinț de Canino și Musignano
- Alexandrine Gertrude Zénaïde Bonaparte (9 iunie 1826 - mai 1828)
- Lucien Louis Joseph Napoleon Bonaparte (15 noiembrie 1828 - 19 noiembrie 1895), al 4-lea Prinț de Canino și Musignano
- Julie Charlotte Bonaparte (6 iunie 1830 - 28 octombrie 1900)
- Charlotte Honorine Joséphine Pauline Bonaparte (4 martie 1832 - 1 octombrie 1901)
- Léonie Stéphanie Elise Bonaparte (18 septembrie 1833 - 14 septembrie 1839)
- Marie Désirée Eugénie Joséphine Philomène Bonaparte (18 martie 1835 - 28 august 1890)
- Augusta Amélie Maximilienne Jacqueline Bonaparte (9 noiembrie 1836 - 29 martie 1900)
- Napoléon Charles Grégoire Jacques Philippe Bonaparte (5 februarie 1839 - 11 februarie 1899), al 5-lea Prinț de Canino și Musignano
- Bathilde Aloïse Léonie Bonaparte (26 noiembrie 1840 - 9 iunie 1861)
- Albertine Marie Thérèse Bonaparte (12 martie 1842 - 3 iunie 1842)
- Albert Bonaparte (22 martie 1843 - 6 decembrie)